# Mustapha Essuman
Mustapha Essuman (* 28. November 1983 in Accra) ist ein ghanaischer Fußballspieler.

## Karriere

### Verein
Essuman startete seine Karriere mit den Noble Arics FC in Accra, mit dem er 1995 das National Milo Amateur Colts Tournament in Burkina Faso gewann.  Von 1996 bis 1999 besuchte er die Aggrey Memorial Secondary School, mit dieser er 1999 den National Academicals Championship gewann. Er war in dieser Zeit Kapitän der Academicals. Nach seinem Schulabschluss entschied er sich für eine Seniorenkarriere mit dem mehrfachen Meister Liberty Professionals. Im Jahr 2003 wurde er auch Kapitän seiner Mannschaft und spielte bis Dezember 2009 in der Globacom Premier League. Im Frühjahr 2010 entschied er sich seine Heimat zu verlassen und wechselte in die V-League zu Khatoco Khánh Hòa.  Nachdem er in zwei Jahren in 24 Spielen für Khanh Hoa gespielt hatte, wechselte er zu Can Tho F.C. in die Division 1.

### Nationalmannschaft
Am 15. Dezember 2002 spielte er gegen die Nigerianische Fußballnationalmannschaft sein bislang einziges A-Länderspiel für die Black Stars, die A-Nationalmannschaft von Ghana.